# Please Please Me (chanson)
Pour les articles homonymes, voir Please Please Me.
Singles de The Beatles
Love Me Do/P.S. I Love You
(1962) From Me to You/Thank You Girl
(1963)
Pistes de Please Please Me
Ask Me Why Love Me Do
Please Please Me est une chanson des Beatles, composée en 1962 par John Lennon et signée McCartney/Lennon. À partir de l'été 1963, l'attribution des compositions reprendra sa forme inversée. Inspirée par les chansons de Roy Orbison, cette composition aux paroles à connotation potentiellement sexuelle est dynamisée sous l'impulsion du producteur George Martin qui demande au groupe d'accélerer le tempo, y fait également ajouter des harmonies vocales et de l'harmonica. Refusée comme face B du premier single du groupe, Love Me Do, la chanson est ré-enregistrée en novembre 1962.
Elle paraît en single au Royaume-Uni le 11 janvier 1963 avec pour face B la chanson Ask Me Why. Selon les sources, elle peut être considérée ou pas comme le premier no 1 des Beatles, est donc leur premier titre à grimper tout en haut des hit-parades, répandant leur popularité sur l'ensemble de leur île et marquant l'amorce de ce qui devint cette année-là, la Beatlemania. Aux États-Unis, le single est publié le 25 février par le label Vee Jay mais ne rencontre que peu de succès. C'est toutefois le premier disque américain des Beatles. Réédité en 1964 après le passage du groupe à la télévision américaine, le single se place cette fois-ci en troisième position derrière deux autres chansons des Fab Four.
Please Please Me apparaît également en mars 1963 sur l'album du même nom, qui se classe en première position des charts britanniques pendant trente semaines. Aux États-Unis, elle apparaît l'année suivante dans la deuxième version de l'album Introducing... The Beatles. Elle a été classée par le magazine Rolling Stone 184e des 500 plus grandes chansons de tous les temps et a été reprise une trentaine de fois.

## Genèse
Please Please Me est composée en 1962 par John Lennon. Dans son interview à Playboy en 1980, il raconte : « Please Please Me est ma chanson, entièrement. C'était ma tentative d'écrire une chanson à la Roy Orbison, vous arrivez à y croire ? Je l'ai écrit dans ma chambre à Menlove Avenue, dans la maison de ma tante. » C'est donc une des rares chansons que Lennon ait composées au 251 Menlove Avenue, sa tante Mimi Smith désapprouvant sa carrière de musicien. Il s'inspire du texte d'une chanson de Bing Crosby que sa mère Julia lui chantait et qui le marquait par le jeu sur l'homophonie des mots please (s'il te plait) et pleas (supplique). Sur le style, Lennon tente de reprendre les codes de Roy Orbison dont il vient alors d'entendre la chanson Only The Lonely. Comme il l'explique, le but qu'il cherchait à atteindre en écrivant cette chanson était d'atteindre le haut des classements : « On a essayé de faire aussi simple que possible. Quelques-uns des trucs qu'on a écrits par le passé étaient un peu inhabituels, mais celle-là, on a voulu qu'elle entre direct au hit-parade. »

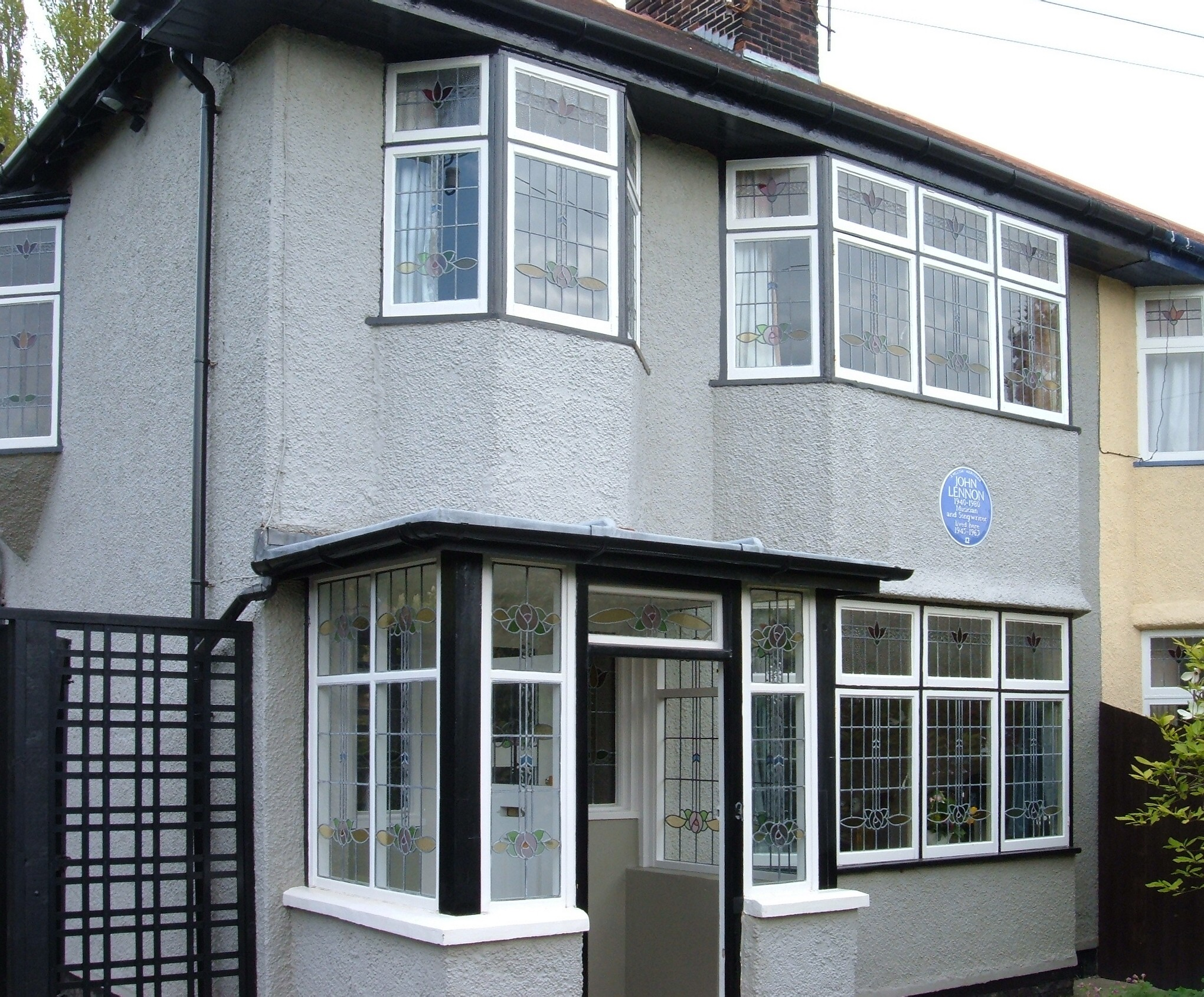
John Lennon a composé cette chanson dans sa chambre de « Mendips », sa maison d'enfance.

Le 4 septembre 1962, les Beatles se rendent aux studios EMI de Londres pour leur seconde séance d'enregistrement mais la première avec leur nouveau venu, Ringo Starr. Outre, Love Me Do, Ask Me Why et P.S. I Love You déjà enregistrées en démos en juin, ils présentent à George Martin deux chansons originales qui ne seront pas enregistrées ce jour-là. Tip of My Tongue (en), qui n'impressionne pas leur producteur , et Please Please Me, qui, également pour Martin, « était comme une chanson de Roy Orbison, très lente, avec un chant bluesy. Il me semblait évident qu'elle avait franchement besoin d'être dynamisée...mais c'est une trop bonne chanson pour qu'on la balance tout simplement. On va la laisser pour une autre fois... ». Il leur suggère d'accélérer le tempo et d'y rajouter une intro et une coda dont il fait l'arrangement. Ils enregistrent les titres How Do You Do It? que les Beatles n'aiment guère, imposé par Martin et qui deviendrait la face A de leur premier single, et reprennent Love Me Do, pour la face B, qu'ils avaient déjà enregistrés avec Pete Best en juin.
Lorsqu'ils y retournent le 11 septembre pour finaliser l'enregistrement de ce single, la décision a déjà été prise que Love Me Do en serait la face A, au grand plaisir des Beatles. Par contre, leur producteur a invité le batteur professionnel Andy White afin qu'il participe à l'enregistrement, au grand dam de Starr. Ils débutent la séance d'enregistrement avec le titre P.S. I Love You qu'ils complètent en dix prises. Plusieurs prises de Please Please Me, accélérée et améliorée, sont effectuées mais aucune n'est satisfaisante et sera reprise lors d'une prochaine séance, si séance il y aura. En effet, le contrat entre le groupe et EMI était complété, George Martin aimait bien les Beatles mais si le single ne perçait pas, il y avait un risque que le contrat ne soit pas renouvelé. La séance se termine avec une troisième tentative d'enregistrer Love Me Do qui sera retenue pour l'album; la version du 4 septembre sera publié en single.
Dans les semaines qui suivent, les Beatles travaillent à l'amélioration de la chanson, déjà considérablement accélérée sur les indications de George Martin, où ils y rajoutent notamment une partie d'harmonica, et des harmonies vocales sur les passages où, dans la version originale, Lennon chantait seul. Pendant longtemps, on a cru que la version initiale fut enregistrée le 4 septembre mais a été perdue. George Martin expliquant que jusqu'en 1963, le personnel des studios détruisait toutes les bandes inutilisées. Un enregistrement a toutefois été retrouvé en 1994 et inclus l'année suivante sur le disque Anthology 1. Cet enregistrement est cependant trop proche de la version finale, selon le musicologue Allan Pollack, pour être la version qui posait problème à Martin. Il suppose de façon erronée que la prise originale avait été faite en juin et s'est perdue. En réalité, le groupe a présenté la chanson le 4 septembre, de toute évidence, sans l'enregistrer mais a enregistré un grand nombre de prises le 11, l'améliorant progressivement pour satisfaire le producteur, et c'est l'une de ces prises qui est présente sur Anthology 1. On peut toutefois entendre une courte improvisation au piano dans un rythme plus lent, enregistrée en janvier 1969, dans le documentaire The Beatles: Get Back et sur un disque de suppléments des versions augmentées de l'album Let It Be sortis en 2021.
Les Beatles tournent au début de l'année 1963 avec Roy Orbison, mais celui-ci ne sait pas que la chanson, qui cartonne au même moment, a été composée en s'inspirant de son style. Ce n'est qu'en 1987 qu'il l'apprend de la bouche de George Martin. Il précise : « Il m'a dit que la première version ressemblait tellement à du Roy Orbison qu'ils ont été obligés de la changer. C'est le genre de chose que l'on est vraiment heureux d'apprendre ».

## Enregistrement

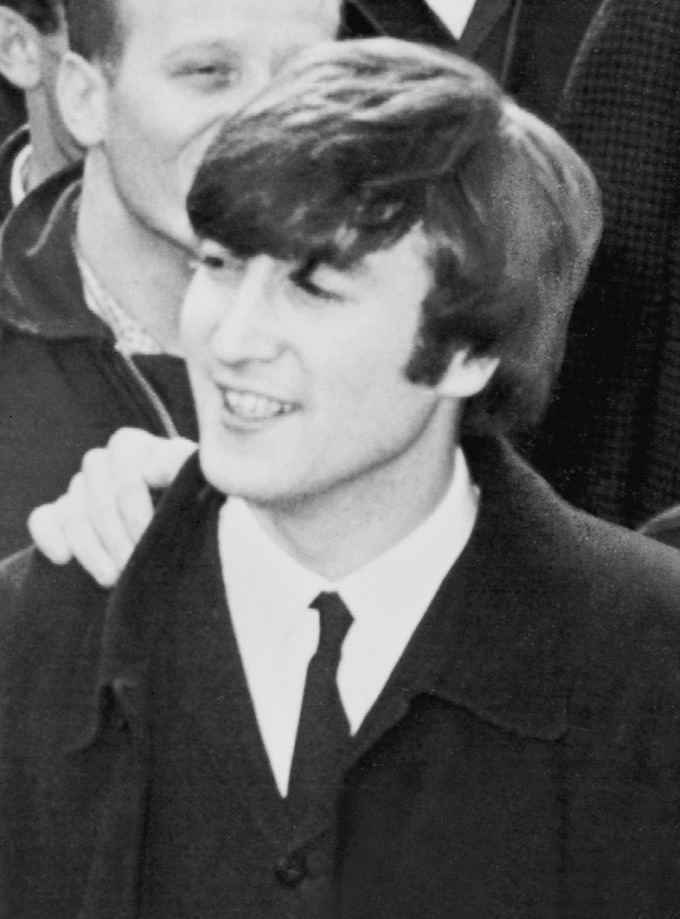
Sur Please Please Me, John Lennon se charge du chant principal, de la guitare et de l'harmonica, ce qui a forcé le groupe à recourir à des overdubs.

Les Beatles reviennent en studio le 26 novembre suivant pour enregistrer un deuxième single, avec une version de Please Please Me refondue qui les satisfait pleinement. Quelque temps plus tard en interview, Lennon va jusqu'à parler d'une véritable impatience à l'idée de l'enregistrer. Des deux chansons mises en boîte ce jour-là, c'est la première que le groupe travaille, avec Ringo Starr de retour derrière la batterie. Dix-huit prises sont nécessaires, en comptant les overdubs. En effet, le groupe enregistre tout d'abord les guitares, batterie et chant sans les phrases d'harmonica. Il est trop difficile pour John Lennon d'en jouer tout en jouant de la guitare et en alternant avec ses phrases de chant. À la fin de la session, George Martin déclare aux quatre garçons : « Vous tenez votre premier numéro 1 ! » Cependant, l'exactitude de cette « prédiction » est remise en cause par les différents classements à la sortie du single. Ask Me Why, la face B du single, est la seconde chanson mise en boîte durant cette séance qui dure à peine trois heures.
Le 30 novembre suivant, George Martin et l'ingénieur du son Norman Smith ainsi qu'un deuxième ingénieur du son inconnu mixent les versions mono et stéréo du single. Smith se rappelle que par facétie, ils ont envoyé une version mixée du single aux grand rivaux d'EMI, Decca. Ils espéraient qu'ils le rejetteraient comme ils avaient auparavant refusé les Beatles à la suite d'une audition restée célèbre.
Le 25 février 1963, alors qu'ils travaillent au mixage de l'album Please Please Me, Martin, Smith et le deuxième ingénieur du son A.B. Lincoln réalisent un nouveau mixage stéréo de la chanson éponyme à partir des prises 16, 17 et 18. Celui-ci est donc légèrement différent de la version single.

### Interprètes
- John Lennon : chant, guitare rythmique, harmonica
- Paul McCartney : chant, guitare basse
- George Harrison : chœurs, guitare solo
- Ringo Starr : batterie

### Équipe de production
- George Martin : producteur
- Norman Smith : ingénieur du son
- Un ingénieur du son inconnu (version mono, première version stéréo)
- A.B. Lincoln : ingénieur du son (deuxième version stéréo)

## Paroles et musique

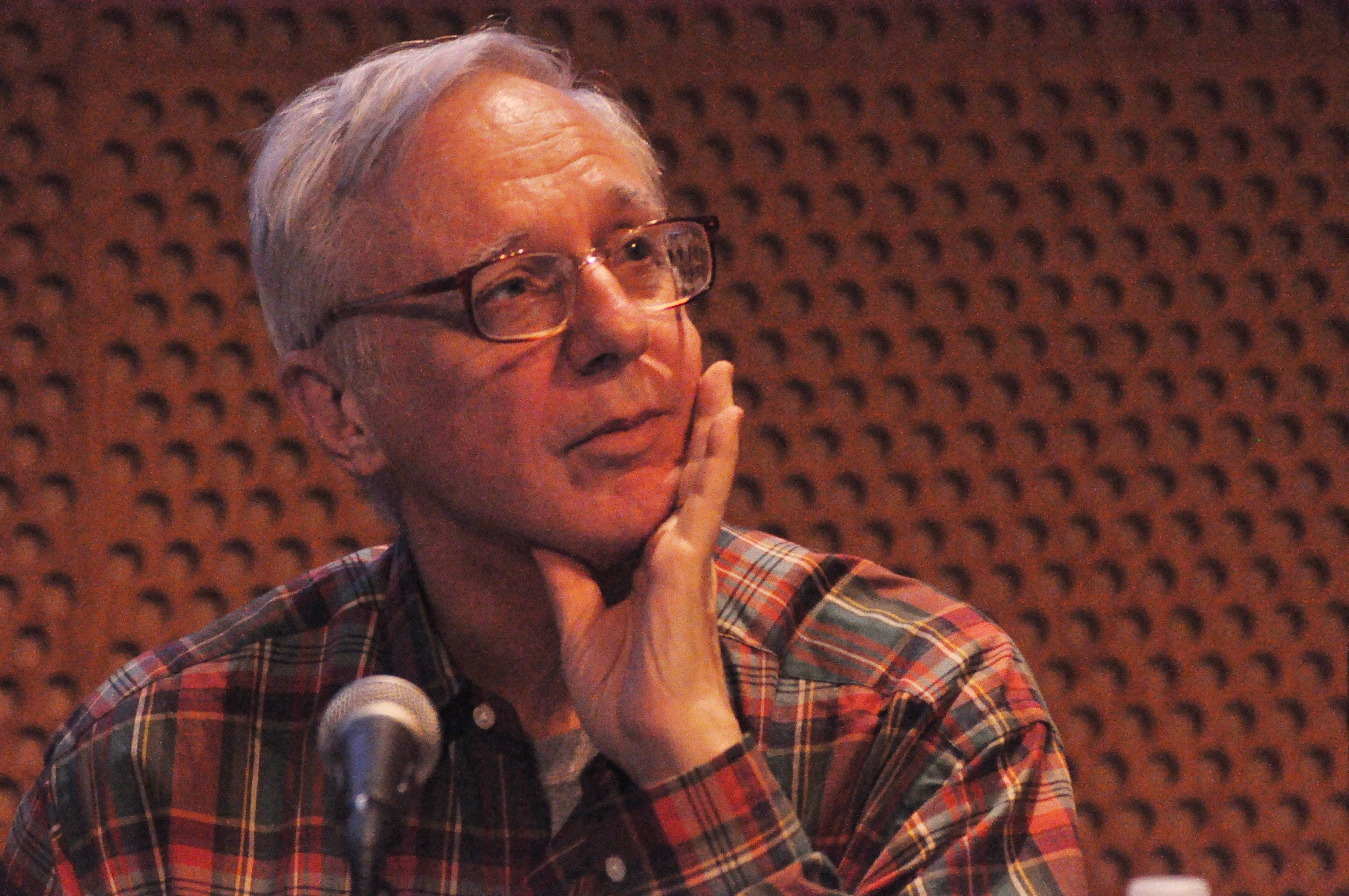
Pour le critique musical Robert Christgau, Please Please Me est une des premières chansons à faire clairement allusion à la fellation. Si d'autres critiques partagent son opinion, les Beatles n'ont cependant jamais confirmé ce fait.

Sur le plan des paroles, Please Please Me se distingue des autres compositions de Lennon et McCartney à l'époque : sur les 21 chansons composées et publiées en 1963, toutes parlent d'amour, dont 17 en s'adressant directement à la personne aimée, et 2 parlant d'elles à la troisième personne. Avec Please Please Me, le chanteur mélange les deux discours, commençant à la troisième personne par « Last night I said these words to my girl » (« La nuit dernière j'ai dit ces mots à ma copine ») avant de passer à la deuxième personne en rapportant son discours. La seule autre chanson du groupe se permettant ce type d'originalité à cette période est un autre hit du groupe, She Loves You, dans lequel le chanteur parle à un ami de l'amour que lui porte une fille.
Sur le sens des paroles, certains la considèrent comme plus osée qu'elle n'y paraît au premier abord. Pour le critique musical Robert Christgau, certaines phrases font clairement référence à la fellation, notamment le vers « You don't need me to show the way, love » (« Tu n'as pas besoin que je te montre le chemin, mon amour ») ainsi que le vers « Please please me, oh yeah, like I please you » (« s'il te plait fais moi plaisir, oh oui, comme je te fais plaisir »). Il en va de même pour Tim Riley qui la qualifie de « première chanson pop sur le sexe oral ». Cependant, si Lennon a souvent pris un malin plaisir à glisser des allusions sexuelles dans ses chansons plus tardives comme Happiness Is a Warm Gun, il semble que celle-ci n'ait pas été volontaire. Les Beatles ont dans tous les cas toujours démenti ce sens. Le journaliste Steve Turner précise également que d'autres critiques y voient plus simplement un éloge de l'égalité du plaisir sexuel.
D'un point de vue musical, la chanson est composée en mi majeur et est bien plus élaborée que ce que faisaient les Beatles jusque-là, ou que ce qu'ils interprétaient à l'époque des Quarrymen. Comme le remarque le musicologue Allan W.Pollack, cela illustre l'importance que prend le producteur George Martin dès l'arrivée du groupe en studio. Elle se caractérise notamment par les « Come on, Come on » chantés par Lennon avec réponse des chœurs ainsi que par les accords de guitare et les breaks de batterie qui sont plus complexes que sur une chanson comme Love Me Do, et des harmonies plus travaillées. Sur le couplet, les voix de John Lennon et de Paul McCartney s'entremêlent, l'un chantant la mélodie en descendant la gamme et l'autre se maintenant sur la même note.

## Parution et réception

### Le single de la Beatlemania
Le single Please Please Me/Ask Me Why paraît au Royaume-Uni le 11 janvier 1963. Les deux chansons sont créditées à McCartney/Lennon; l'attribution mieux connue de leurs compositions, qui avait été utilisée à la sortie du premier single quelques semaines précédentes, reprendra sa forme habituelle, à partir de l'été 1963. Particulièrement convaincu après une prise du groupe, George Martin avait lâché depuis la cabine de mixage : « Les garçons, vous tenez votre premier numéro un ! ». Le single n'atteint cependant pas cette place dans tous les classements, ceux-ci étant à l'époque gérés par des magazines musicaux différents. En 1963, en effet, chaque magazine musical compile son propre compte des ventes. Pour le Melody Maker, le New Musical Express et Disc, la chanson est en tête du hit-parade en janvier-février 1963. Pour le Record Retailer et le New Record Mirror, elle n'est que no 2 derrière Wayward Wind (en) de Frank Ifield et deux semaines plus tard derrière Summer Holiday (en) de Cliff Richard and The Shadows. Le single suivant, From Me to You met tout le monde d'accord en s'établissant unanimement en première place des classements dans un climat de Beatlemania incontestable. 
Aux États-Unis, Capitol Records s'est vu offrir la possibilité de diffuser le premier disque du groupe qui a été sommairement refusé. Cette fois, George Martin passe directement par Transglobal Music, l'agence de New York affiliée à EMI, afin qu'elle trouve un débouché pour le second single. Les labels Liberty, Laurie et Atlantic refusent de publier le titre. Après un refus préalable, le label Vee Jay récupère l'offre et publie le single en février 1963. Cependant, à l'exception des ventes à Chicago, le disque est un échec. Ce n'est que partie remise : l'année suivante, avec le passage plein de succès du groupe au Ed Sullivan Show, Vee Jay s'empresse de rééditer le single aux côtés d'autres disques du groupe. Cette fois-ci, la face B contient une valeur sûre : From Me to You. Le succès est au rendez-vous et le disque se classe en 3e position dans les charts, derrière I Want to Hold Your Hand et She Loves You : à cet instant, les Beatles monopolisent les cinq premières places du Billboard Hot 100 et deux albums au sommet du Billboard 200.
Qu'il ait ou non été no 1, Please Please Me est le single qui lance véritablement la Beatlemania, comme l'explique Neil Aspinall : « C'est ce qu'ils voulaient être, numéro un. Mais avec ça est arrivée la Beatlemania. Il y avait déjà eu pas mal de délire à Liverpool, mais là-bas, ils connaissaient tous les mômes. [...] D'un seul coup, cette dinguerie absolue s'est déclenchée, ce qui était très excitant mais difficile à assumer. » Le 12 janvier 1963, soit au lendemain de la sortie du single, le groupe enregistre une nouvelle version pour l'émission Thank Your Lucky Star d'ABC/ITV diffusée le 19 janvier. C'est leur premier passage sur une chaîne nationale, qui aide clairement à propulser le single en tête des charts.
Elle a été jouée douze fois dans les studios de la BBC. On retrouve, sur le disque On Air - Live at the BBC Volume 2, la version enregistrée le 16 juillet 1963 pour l'émission Pop Go the Beatles (en) du 13 août 1963.
Les Beatles interprètent également la chanson durant leurs concerts dès leurs apparitions au Cavern Club de Liverpool et à Hambourg fin 1962. Dans les temps qui suivent la sortie du single et durant leur tournée avec Roy Orbison et Helen Shapiro, ils reprennent également à chaque fois leur hit très demandé. Artistiquement, ce premier hit entraîne une certaine pression pour le groupe, comme le raconte Ringo Starr : « Après ça, bien sûr, chaque foutu morceau qu'on a sorti a fait numéro un et c'est devenu bizarre parce que d'une façon presque malsaine, on attendait celui qui ne le serait pas. Et quand c'est arrivé, on s'est dit : « Dieu merci, c'est terminé. » On subissait une pression énorme : on en a eu une douzaine de numéros un d'affilée et celui qui ne l'est pas devenu a été un soulagement. » Il fait ici référence au single Strawberry Fields Forever/Penny Lane sorti en février 1967 qui interrompt la série en n'atteignant que la2e place au hit-parade britannique.

#### Publication en France
La chanson arrive en France en septembre 1963 sur la face B d'un 45 tours EP (« super 45 tours »), accompagnée de I Saw Her Standing There ; sur la face A figurent From Me to You et Ask Me Why. La pochette est illustrée d'une photo d'Angus McBean (en), la même que celle sur le EP The Beatles' Hits.

### Perpétuer le succès sur les albums et EPs

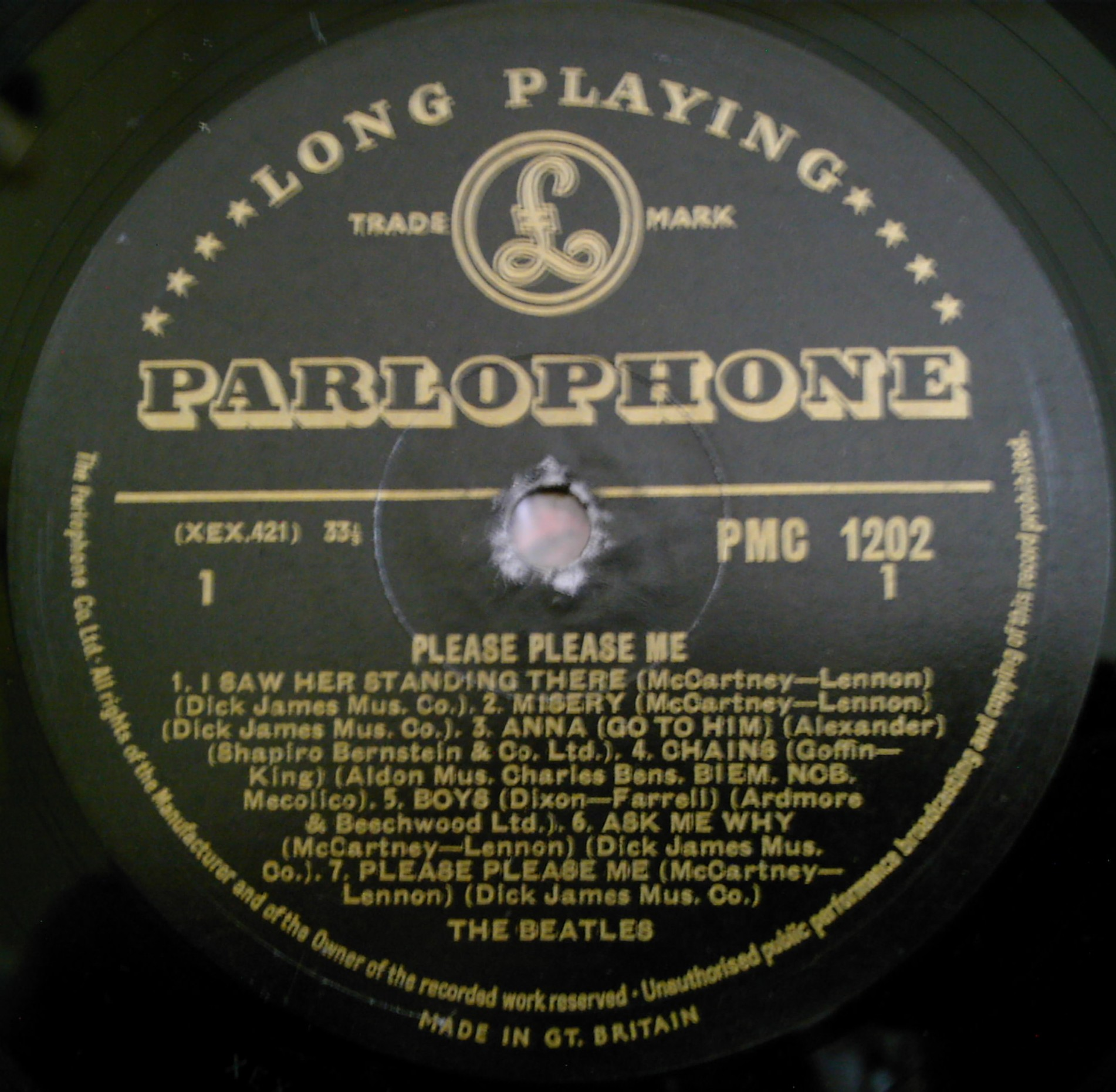
Please Please Me apparaît en face A de l'album du même nom.

Décidés à surfer sur le succès du groupe, George Martin et le manager des Beatles, Brian Epstein, décident d'enregistrer un album. Dix nouvelles chansons sont mises en boîte le 11 février 1963, les compositions originales toutes créditées McCartney/Lennon. S'y ajoutent les quatre chansons déjà publiées en single. Après de longues hésitations sur le titre de l'album, il est décidé de le nommer Please Please Me pour profiter du succès du single. L'album sort le 22 mars 1963. Il reste en tête des ventes 30 semaines avant de laisser sa place au deuxième album du groupe, With The Beatles. Le succès est donc total. À peu près à la même époque, le 6 septembre, la chanson est présente sur le deuxième EP du groupe, The Beatles' Hits.
Vee Jay propose pour sa part une version de l'album intitulée Introducing... The Beatles adaptée au marché américain, avec douze chansons au lieu de quatorze. Please Please Me et Ask Me Why en sont donc absentes puisque le single est déjà paru. L'album connaît rapidement des soucis d'ordre juridique et est retiré de la vente peu après sa sortie en janvier 1964. De nouvelles versions sont éditées en février, remplaçant Love Me Do et P.S. I Love You par les deux pistes précédemment écartées.
Le succès de la chanson n'est pas éphémère, même d'un point de vue critique. En effet, en 2004, Please Please Me est sacrée 184e des 500 plus grandes chansons de tous les temps par le magazine Rolling Stone en 2004. Elle est une des 23 chansons des Beatles présentes dans ce classement.
| Semaine    | 23/01/63 | 30/01 | 06/02 | 13/02 | 20/02 | 27/02 | 06/03 | 13/03 | 20/03 | 27/03 | 03/04 | 10/04 | 17/04 | 24/04 | 01/05 | 08/05 | 15/05 | 22/05 |
| Classement | 45       | 33    | 16    | 3     | 3     | 2     | 2     | 3     | 2     | 5     | 7     | 11    | 17    | 22    | 30    | 31    | 41    | 42    |

La chanson a évidemment été incluse dans la collection des meilleurs succès The Beatles 1962–1966 parue en 1973 mais on décide de respecter le fait qu'officiellement elle n'a pas atteint la première place du palmarès et ne figure donc pas sur l'album 1 sorti en 2000. En effet, le UK Official Charts utilise le classement d'époque du Record Retailer, l'un de ceux où Please Please Me n'atteignit que la deuxième place. Aux États-Unis elle n'atteint que la troisième position, le 14 mars 1964, derrière I Want To Hold Your Hand et She Loves You.
Une prise alternative est publiée sur Anthology 1 en 1995. En 2013, une version enregistrée en direct des studios de la BBC est incluse dans l'album On Air - Live At The BBC Volume 2. Elle a été enregistrée le 16 juillet 1963 pour leur émission Pop Go The Beatles. Une seconde version, enregistrée le 12 mars 1963 pour Here We Go, sera placée sur The Beatles Bootleg Recordings 1963 en 2013.

## Reprises
Une trentaine de reprises de Please Please Me ont vu le jour notamment par Billy Lee Riley et Link Wray. Près de 20 d'entre elles datent de 1964 et 1965, époque où de nombreux groupes comme les Merseyboys se spécialisent dans les reprises des Beatles. Une version orchestrale est aussi réalisée à cette période par George Martin. La chanson est adaptée en français en 1963 par Petula Clark sous le titre Tu perds ton temps, et par Didier Barbelivien pour Les Félins en 1989 (Dis-lui).